# 신보수주의
신보수주의(新保守主義, 영어: neo-conservatism), 줄여서 네오콘(neocon)은 미국의 정치에 있어서 주류 민주당의 평화주의적 외교정책과 1960년대 베트남전에 대한 반전 운동 등에 환멸을 느낀 민주당계 매파(liberal hawks)로부터 생겨난 정치 운동이다.
신보수주의를 특징짓는 정책은 국제 정치에 있어서의 간섭주의이다. 이들은 민주주의의 확산을 적극적으로 옹호하고, 공산주의와 정치극단주의에 대해 전투적 태도를 보이며 "힘을 통한 평화"라는 모토를 신봉한다. 역사를 두고 볼 때 신보수주의라는 말은 본래 1960-70년대에 반스탈린주의 좌파에서 보수주의 진영 측으로 흘러들어온 이들을 가리키던 데에 그 기원을 두고 있으며, 노먼 포더리츠(Norman Podhoretz)가 편집자로 있던 친유대주의 저널 Commentary에 학문적 뿌리를 두고 있다. 이들은 신좌파를 적극적으로 공격하였는데 이를 통해 역설적으로 신좌파를 하나의 흐름으로 정의하는 데 기여하게 되었다.
신보수주의는 1970년대에 형성되어 현재까지 이어지고 있는 정치의 흐름이기도 하며, 이 경향성은 조지 W. 부시 행정부에서 정점을 찍어 폴 월포위츠, 폴 브레머, 딕 체니, 도널드 럼즈펠드 등의 신보수주의자들이 정부 주요 각료에 포함되었다. 이들은 이스라엘의 방위와 중동에서의 미국 영향력 유지에 적극 개입하였고, 가장 대표적으로 2003년 이라크 침공을 주도하였다. 이들의 공격적인 매파 정책은 반대파로부터 군국주의, 신제국주의라는 비판을 받았다.

## 개요
보수주의자인 레오 스트라우스와 트로츠키주의에서 전향한 어빙 크리스톨을 비롯한 전향 트로츠키주의자들이 정립한 이 신보수주의라는 사상은 대체로 국가 간의 약육강식, 힘의 논리를 중시한다. Neo-conservatism을 직역해서 신보수주의라는 말을 쓰고있지만 이 말은 형용모순이다. 신보수주의는 시민혁명당시 왕당파의 입장을 대변하던 기존의 널리 알려진 보수주의와 달리 민주주의와 자유주의의 체제를 인정하고 그 안에서 보수적인 입장을 취하는 정치이념이었다. 1970년대에 생겨나서 로널드 레이건에 의해 1980년대에 미국에서 주로 쓰이는 공화당의 노선이 되었으며 로널드 레이건의 신보수주의는 당시 기독교적인 교리와 친미주의적인 성향이 강한 정치노선이었으므로 현재는 이러한 극단적 보수주의는 여러 국가에서 신보수주의라는 용어로 남게 되었다.
네오콘은 자유주의, 민주주의를 세계에 널리 퍼뜨리는 것을 이상으로 삼고, 군사정책 및 외교정책에 있어서 신현실주의노선을 취한다. 또한 자유주의와 민주주의가 인류보편의 가치관이라고 생각하여 계몽에 힘쓰고 있다. 이러한 사상은 냉전 시대 때 흔히 '자유민주주의'라는 형식적인 진영 안에 속한 국가들이 취하던 노선을 고수하려는 것이다.
대표적인 신보수주의자로는 로널드 레이건, 조지 W. 부시, 도널드 럼즈펠드 등이 있다. 현재 미국에서의 네오콘이라고 불리는 세력은 중산층 마거릿 대처의 신보수주의와 말은 같지만 의미가 다른 경우가 있다. 그들은 제1기 레이건정권에서 대두되어 주로 외교나 군사분야에서 강한 영향력을 가졌다. 레이건대통령은 네오콘의 진 커크패트릭을 외교고문으로 지명하였다. 그리고 핵전략에 대해서 앨버트 월스테터(Albert Wohlstetter)에게 많은 영향을 받고있다.

## 비판

### 인도주의적 측면에서의 비판
신보수주의는 미국 내의 평화주의자, 자유주의자에게도 비판받고 있다. 신보수주의자들은 힘의 논리를 중시하고 자국의 군사력을 과시하는 등 국수주의적이고 강압적인 모습을 보여왔고 또한 신보수주의 이론 자체가 이러한 속성을 지니고있기 때문이다. 또한, 자유민주주의를 퍼트리려는 특징 때문에 이러한 강압적인 힘의 논리 하에서 미국에 의해 자유민주주의를 강요받는 약소국가들이 생기면서 더욱더 비판은 심해졌다. 일부 민주당 의원들은 신보수주의는 겉으로는 자유민주주의를 퍼트린다고 하나 그들이 말하는 자유민주주의는 실제로는 친미정부이며, 이러한 신제국주의적인 행동은 용납할 수 없다고 촉구하였다. 때문에 일부 일각에서는 "보수주의라는 탈을 쓴 제국주의"라고 비판받는다.

### 종교적인 측면에서의 비판
신보수주의는 보수적인 기독교 근본주의의 교리를 중시한다. 이는 무신론자, 실증주의자 및 자유주의자 등 여러 세속주의적인 진영들에게 비판의 대상이 되는 이유 중 하나였다. 현재도 보수적인 종교 관점에서 보려주는 신보수주의자들이 많아지면서 미국 사회에서는 이 문제에 대해 큰 논란을 빚고 있다. 제일 큰 비판은 실증주의자로부터 듣는데, 이는 굳이 지킬 필요성이 없는 기독교 근본주의의 비효율적이고 비합리적인 교리까지 지지하고 실현하려하기 때문에 큰 문제라고 비판받고 있다. 락과 대중 오락시설에 대한 감시, 낙태의 자유 등 여러 가지 인간의 삶을 일부 제한하고 기독교 근본주의의 교리를 중시하는 신보수주의는 자유주의자에게도 비판을 받는다.

### 좌익으로부터의 비판
미국 내 아나키스트, 사회주의자에 해당하는 좌익 정치자들은 신보수주의를 '미국의 제국주의'라고 부르며, 미국 내 정파 중 신보수주의에 제일 큰 반감을 가지고있다. 베트남 전쟁 반전 운동이나 이라크 전쟁 반전 운동에 선봉을 섰던 미국의 좌익은 신보수주의의 군사적 신현실노선이 약소국 침략의 주된 원인이라고 주장한다. 또한 신보수주의는 신자유주의 경제를 지향하기 때문에, 역시 사회주의 경제를 지향하는 좌익에게 비판의 대상이 된다. 유명한 자유지상주의적 사회주의자인 노엄 촘스키 역시, 신보수주의는 권위주의적 자본주의의 대명사라고 주장했으며, 약소국을 억압하고, 노동자를 착취하며 허황된 보수적인 종교 교리를 내세우는 신보수주의는 전형적인 수구주의자들의 통치적 책동이라고 주장했다.

### 변형
영국같은 경우는 대처주의라는 이름으로 나타났으며, 신보수주의 기조는 대한민국까지 퍼졌는데, 현재 대한민국의 신보수주의 사상은 전향 주사파 출신들을 주축하여 만들어진 뉴라이트 전국연합을 비롯한 여러 단체에서 뉴라이트라는 이름으로 전파되고있다. 똑같이 기독교 교리, 신자유주의를 지향하나, 국가 권력 형태에 대해서는 신보수주의와 다른 점도 있다.

## 같이 보기
- 새로운 미국의 세기를 향한 프로젝트(en:Project for the New American Century, PNAC)
  - 미국의 세기
- 기독교 우파
- 네오뎀(neodeom, neo-Democrats, 신민주당파) - 美민주당 내 신보수주의 세력
- 미국 제국주의
- 미국의 보수주의
- 트로츠키주의
- 신자유주의
  - 레오 스트라우스
  - 프리드리히 하이에크
- 뉴라이트
- 반세계화 운동
  - 존 그레이
  - 한스 페터 마르틴